# شكيب الخياري
شكيب الخياري (مواليد 14 أغسطس 1979 في الحسيمة، المغرب) هو ناشط وخبير في مجال حقوق الإنسان ومكافحة الفساد. برز كأحد أبرز الأصوات المناهضة للاتجار غير المشروع بالمخدرات، ومدافعًا عن حقوق مزارعي القنب الهندي البسطاء في شمال المغرب. لعب دورًا حاسما في النقاش العام حول تقنين القنب الهندي لأغراض طبية وصناعية، الذي توج بإصدار القانون رقم 12.21 المتعلق بالاستعمالات المشروعة للقنب الهندي. كما عرف دوليا بدفاعه عن حقوق المهاجرين غير النظاميين.

## النشأة والتعليم
وُلد الخياري في الحسيمة، ونشأ في بيئة تقدّر الحرية والنضال، ما أثر في توجهاته لاحقاً. أكمل دراسته الثانوية في ثانوية الباديسي، قبل أن يلتحق بجامعة وجدة، حيث انخرط في النشاط الطلابي والحقوقي.

## النشاط الحقوقي
أسس الخياري جمعية الريف لحقوق الإنسان، التي تركز على تعزيز الحقوق المدنية والحريات. كما كان عضواً نشطاً في مؤسسة الأمير محمد بن عبد الكريم الخطابي والكونغرس العالمي الأمازيغي، ما ساهم في تكريس دوره في الدفاع عن قضايا الأمازيغ وحقوق الإنسان.

### الاعتقال والمحاكمة
في فبراير 2009، اعتُقل الخياري في الدار البيضاء بعد اتهامه بانتقاد السلطات المغربية وتورطها في تجارة المخدرات. حُكم عليه بالسجن ثلاث سنوات وغُرّم 750 ألف درهم (68 ألف يورو)، وهو ما أثار انتقادات واسعة من منظمات حقوقية، مثل هيومن رايتس ووتش.

## الإفراج والعفو الملكي
حصل الخياري على عفو ملكي عام 2011، مما سمح له باستئناف نشاطه الحقوقي. بعد الإفراج عنه، ركّز على تعزيز الحريات السياسية والاجتماعية، ودعم مزارعي القنب الهندي.

## نشاطه في الدفاع عن مزارعي القنب الهندي
لعب شكيب الخياري دورًا محوريًا في الدفاع عن مزارعي القنب الهندي في المغرب، ودعا إلى تقنين استعمالاته الطبية والصناعية. في مقال نُشر في يناير 2020 في العدد 115 من مجلة *Anthropos: International Review of Anthropology and Linguistics*، أشار الباحثان كنزة أفصاحي وخالد مونة إلى أن الخياري كان من بين المبادرين إلى إطلاق نقاش عمومي حول تقنين زراعة القنب.
في هذا السياق، وقّع الخياري، إلى جانب خمسة نشطاء آخرين، نداءً للدعوة إلى تقنين القنب لأغراض طبية وصناعية، مبررين ذلك بفشل المشاريع التنموية في المنطقة. شغل الخياري منصب رئيس جمعية حقوق الإنسان في الريف ومنسق الائتلاف المغربي من أجل الاستعمال الطبي والصناعي للقنب الهندي، مما أكسبه شرعية إضافية في هذا النقاش.
في عام 2013، قدّم الخياري مشروع قانون من 109 مواد إلى البرلمان، يهدف إلى تنظيم القطاع قانونيًا وتقليص السوق السوداء مع حماية المزارعين.
تميّز الخياري بكسره للقواعد غير المعلنة المتعلقة بالقنب الهندي، وكشف عن شبكات الاتجار التي تربط سواحل الناظور بجنوب إسبانيا (كوستا ديل سول). كما قسّم عالم المخدرات إلى "ضحايا" من المزارعين و"مستفيدين" من المهربين، مسلطًا الضوء على الفساد المرتبط بعائدات المخدرات. تطورت شرعية الخياري بفضل أصله الريفي، ثم بصفته سجين رأي، وأخيرًا كمدافع عن المزارعين "الفقراء".
على عكس غيره من المشاركين في النقاش، كان صوت الخياري مسموعًا على المستوى الدولي أكثر منه داخل المغرب، حيث دُعي إلى مؤتمرات في إسبانيا وهولندا وبلجيكا. استمر ظهوره الإعلامي في مناقشة مشروعه لتقنين القنب حتى بعد تمرير قانون 13-21 في عام 2021 الذي شرّع الاستعمالات الطبية والصناعية للقنب.
رغم تحالفه مع بعض الأحزاب السياسية، حافظ الخياري على استقلاليته كناشط جمعوي، مما عزز مكانته كممثل لصوت المزارعين. قاد النقاش حول القنب في البداية الخياري مع الأحزاب السياسية، ما أدى إلى ظهور جمعيات محلية تطالب بدورها بأن يكون لها صوت في صنع القرار.

## نشاطه في الدفاع عن المهاجرين غير النظاميين
برز شكيب الخياري كأحد أبرز المدافعين عن المهاجرين غير النظاميين في المغرب، حيث سعى إلى تعزيز التضامن الإنساني والدفع نحو تغييرات في السياسات المتعلقة بالهجرة. وفقًا لكتاب أكاديمي بعنوان *"عندما يصبح إنقاذ الأرواح جريمة: أداءات التضامن مع المهاجرين على الحدود الجنوبية لأوروبا"* (*When Saving Lives Becomes a Crime: Performances of Solidarity with Migrants on Europe’s Southern Borders*), يُبرز نشاط الخياري كنموذج ناجح للتضامن المدني مع المهاجرين.
تجاوز تأثير الخياري الحدود الوطنية، حيث جذب اهتمام وسائل الإعلام والجمهور في أوروبا والعالم. وُصف في هذا الكتاب بأنه استطاع الجمع بين الأصالة والشجاعة، متجسدًا في مواقفه قيم العدالة والشمولية، مما عزز تأثيره دوليًا. وقد أدت جهوده إلى بدء عملية إصلاح مدني في المغرب، أثرت على السياسات العامة المتعلقة بالهجرة.
سعى الخياري إلى رفع الوعي حول قضايا المهاجرين غير النظاميين، وكشف عن التحديات التي تواجههم في المغرب وفي أوروبا. وقد أثّر نشاطه في النقاشات الأوروبية المتعلقة بالهجرة وحقوق الإنسان، مما جعله صوتًا مسموعًا في المحافل الدولية.
ورغم التحديات، واصل الخياري دعمه للمهاجرين، مما جعله نموذجًا يُحتذى به في التضامن المدني. ساهمت جهوده في فتح نقاشات أوسع حول سياسات الهجرة على المستويين المحلي والدولي، وشجعت على ظهور جمعيات محلية تدعو إلى المشاركة في صنع القرار بشأن سياسات الهجرة.

## قضايا اجتماعية أخرى
تحدث الخياري عن قضايا القاصرين المغاربة في أوروبا، داعياً إلى تحسين أوضاعهم. كما دعم حق السجناء في التصويت في الانتخابات، في إطار تعزيز الحريات السياسية.

## الجوائز والتكريمات
حظي شكيب الخياري بالعديد من التكريمات التي تعكس جهوده في مجال حقوق الإنسان ومكافحة الفساد في المغرب:
- **2010**: حصل على **جائزة النزاهة** من منظمة **ترانسبرانسي المغرب**، ليصبح أول شخص ينال هذا التكريم في المغرب، اعترافًا بجهوده في مكافحة الفساد وتعزيز الشفافية في البلاد.[9]

- **2007**: تم اختياره من بين **"100 شخصية تساهم في تحريك المغرب"** من قبل مجلة **TelQuel**، تقديرًا لتأثيره الاجتماعي والسياسي على الساحة الوطنية.[10]

- **2011**: أدرجته مجلة **ACTUEL المغرب** ضمن قائمة **"هؤلاء المغاربة الذين نحبهم"**، تكريمًا لدوره البارز في الدفاع عن حقوق الإنسان.[11]

- **2014**: اختير ضمن جيل **"أمازيغ باور"** من قبل مجلة **Jeune Afrique**، اعترافًا بجهوده في تعزيز الهوية الأمازيغية ودفاعه عن حقوق الأقليات والعدالة الاجتماعية.[12]

هذه التكريمات تعكس التقدير الوطني والدولي الذي حظي به الخياري، وتبرز إسهاماته المستمرة في حقوق الإنسان والإصلاح الاجتماعي في المغرب.